# Primera Compañía Franca de Voluntarios de Cataluña
La Primera Compañía Franca de Voluntarios de Cataluña fue un cuerpo del ejército expedicionario español formado por voluntarios provenientes de Cataluña, España.
Formada como unidad independiente en abril de 1767 con 4 oficiales, 4 sargentos, 2 tambores y 94 soldados provenientes del Segundo Regimiento de Voluntarios Catalanes de Barcelona. Este regimiento había sido reclutado cinco años antes en la zona norte de Cataluña y vestía como los migueletes (infantería ligera de montaña).
Aunque la Primera Compañía Franca de Voluntarios catalanes estaba destinada originalmente a servir en La Habana, en 1767 finalmente fue destinada a la Nueva España donde se incorporó a la llamada “Expedición Sonora” (otra compañía catalana, los Fusileros de Montaña), al mando de Domingo Elizondo, por órdenes de José de Gálvez y Gallardo. 
Allí colaboró en la exploración de la alta California y, embarcada desde el puerto de San Blas, formó parte de la expedición que descubrió la Bahía de San Francisco y combatió a los indios pimas y seris.
El 12 de noviembre de 1772 se ordenó la fusión de las dos unidades catalanas en un cuerpo de dos compañías de Voluntarios de Cataluña con base en Guadalajara, desde donde realizaban misiones de control fronterizo, de exploración y de apoyo a la base naval de San Blas.
A finales de agosto de 1789 la primera compañía, al mando del capitán Pedro Alberni, recibió órdenes de dirigirse a San Blas para participar en una misión en el Pacífico norte. El 25 de marzo de 1790 los navíos Concepción y San Carlos atracaron en la isla de Nutca. Allí la compañía desembarcó y reparó y mejoró la batería de cañones creada el año anterior por Esteban José Martínez al construir el Fuerte de San Miguel de Nutca. La estancia de la compañía en territorios de la actual Canadá fue muy dura debido al frío y a las frecuentes lluvias. Además de estar apostados en el fuerte de Nutca, los miembros de la compañía también servían embarcados en expediciones a latitudes más altas. La presencia de los voluntarios catalanes es el motivo por el que, en los dibujos realizados por la expedición de Alejandro Malaspina, que pasó por Nutca en el verano de 1791, aparezcan numerosos individuos portando la típica barretina catalana.
En junio de 1794 la compañía fue reemplazada en Nutca y volvió a San Blas. La compañía continuó sirviendo en California y después contra los insurgentes en la Nueva España. En 1815 fue unida junto con otras unidades realistas.
- Datos: Q1629203